# Horní Sklenov
Horní Sklenov (německy Ober Gläsersdorf) je vesnice, část obce Hukvaldy v okrese Frýdek-Místek. Nachází se asi 1 km na západ od Hukvald. V roce 2009 zde bylo evidováno 78 adres. V roce 2001 zde trvale žilo 195 obyvatel.
Horní Sklenov leží v katastrálním území Sklenov o výměře 10,98 km2.